# Ras les profs !
Pour plus de détails, voir Fiche technique et Distribution.
Ras les profs ! (Teachers) est un film américain réalisé par Arthur Hiller, sorti en 1984.

## Synopsis
Un prof, ayant des idées nouvelles sur l'éducation, va révolutionner la vie d'un lycée...

## Fiche technique
- Titre : Ras les profs !
- Titre original : Teachers
- Réalisation : Arthur Hiller
- Scénario : W. R. McKinney
- Directeur de la photographie : David M. Walsh
- Production : Aaron Russo
- Production exécutive : Irwin Russo
- Montage : Don Zimmerman
- Format : Couleur (Metrocolor)
- Pays de production :  États-Unis
- Durée : 107 minutes
- Dates de sortie :
  - États-Unis : 5 octobre 1984
  - France : 13 mars 1985[1]

## Distribution
- Nick Nolte (VF : Alain Dorval) : Alex Jurel
- JoBeth Williams (VF : Jeanine Freson) : Lisa Hammond
- Judd Hirsch (VF : Claude Joseph) : Roger Rubell
- Ralph Macchio (VF : Luq Hamet) : Eddie Pilikian
- Allen Garfield (VF : Yves Barsacq) : Carl Rosenberg
- Lee Grant (VF : Paule Emanuele) : Dr. Donna Burke
- Richard Mulligan (VF : Frédéric Girard) : Herbert Gower
- Royal Dano : Ditto Stiles
- Madeleine Sherwood : Grace
- Crispin Glover (VF : Marc François) : Danny
- Morgan Freeman (VF : Robert Liensol) : Al Lewis
- William Schallert (VF : Roger Rudel) : Horn
- Jeff Ware : Malloy
- Art Metrano : Troy
- Laura Dern (VF : Martine Irzenski) : Diane
- Steven Hill (VF : Jean Berger) : Sloan
- Richard Zobel (VF : Philippe Ogouz) : Propes
- Ronald Hunter (VF : Serge Sauvion) : M. Pilikian